# Pieve di Parabiago
La pieve di Parabiago o pieve dei Santi Gervasio e Protasio di Parabiago (in latino: Plebis Parabiacensis o Plebis Sanctorum Gervasii et Protasii Parabiacensis) era il nome di un'antica pieve dell'Arcidiocesi di Milano e del Ducato di Milano con capoluogo Parabiago.
I patroni di Parabiago erano i Santi Martiri Gervasio e Protasio, la cui festa viene celebrata ancora oggi a Parabiago.

## Storia
La pieve di Parabiago esisteva già nel XIII secolo, come ricorda Goffredo da Bussero nel suo Liber Notitiae Sanctorum Mediolani, ed all'epoca comprendeva 26 chiese con un totale di 39 altari; da essa dipendevano le comunità di Arluno, Canegrate, Casorezzo, Cerro Maggiore e l'attuale frazione Cantalupo, San Vittore, Uboldo, Legnano e Legnanello.
Sempre Goffredo da Bussero nomina le chiese di Parabiago presenti all'epoca, ovvero Santi Gervasio e Protasio, San Siro (scomparsa),  San Vincenzo (scomparsa), San Martino (scomparsa), Santa Maria, San Lorenzo e San Michele. La struttura ecclesiastica diventò nel frattempo il modello per una coestensiva struttura amministrativa secolare e laica nella quella si articolava la Provincia del Ducato di Milano: la pieve civile raccoglieva otto comuni.
Nel 1584 in seguito ad una visita pastorale, l'arcivescovo di Milano Carlo Borromeo declassò Parabiago a sede parrocchiale e, compiendo lo stesso atto rispetto alla chiesa capopieve di Olgiate Olona, creò un'unica nuova capopieve in Legnano.
I mutamenti ecclesiastici non influenzarono invece per nulla l'ambito amministrativo civile, rispetto al quale Parabiago fu il capoluogo della propria pieve per altri due secoli: fu l'invasione di Napoleone del 1797 e la conseguente riforma amministrativa voluta dai rivoluzionari giacobini al suo seguito a determinare la soppressione dell'antico compartimento territoriale, sostituendolo con un nuovo ma effimero distretto avente sede a Legnano all'interno di un altrettanto effimero dipartimento varesino.

### La pieve ecclesiastica moderna
Dopo tre secoli in cui la chiesa di Parabiago fu sottoposta a diversi restauri, il cardinale Karl Kajetan von Gaisruck, arcivescovo di Milano, ripristinò la prepositura nel 1841 e la pieve nel 1845, annettendole le parrocchie di Arluno, Casorezzo e Villastanza. Nel 1972, con il sinodo diocesano indetto dal cardinale Giovanni Colombo, arcivescovo di Milano, le pievi vennero abolite ed i loro territori passarono sotto giurisdizioni religiose più ampie come decanati e zone pastorali. La pieve di Parabiago venne inclusa nel decanato del Villoresi, compreso a sua volta nella zona pastorale IV di Rho. Alla capopieve vennero però conservati alcuni privilegi: l'elezione di un prevosto, il titolo di canonici per i sacerdoti residenti (e quindi l'utilizzo dell'almuzia secondo le convenzioni locali), il diritto di intrattenere particolari rapporti con la curia milanese, di nominare propri canonici e di procurare l'acqua santa e gli oli benedetti per tutte le chiese comprese nell'ex pieve.

## Territorio
Nella seconda metà del XVIII secolo, il territorio della pieve era così suddiviso:
| Pieve civile          | Pieve religiosa di San Magno                                       |
| Comune di Parabiago   | Santi Gervasio e Protasio Visitazione della Vergine in Villastanza |
| Comune di Arluno      | Santi Pietro e Paolo                                               |
| Comune di Canegrate   | Vergine Assunta                                                    |
| Comune di Casorezzo   | San Giorgio                                                        |
| Comune di Cerro       | Santi Cornelio e Cipriano San Bartolomeo in Cantalupo              |
| Comune di San Giorgio | Vergine Assunta                                                    |
| Comune di San Vittore | San Vittore                                                        |
| Comune di Uboldo      | Santi Pietro e Paolo                                               |

Dal punto di vista ecclesiastico, tutto il territorio era a quel tempo incluso nella pieve di San Magno di Legnano.

## Galleria d'immagini
Alcune sedi parrocchiali incluse nell'antica pieve di Parabiago:

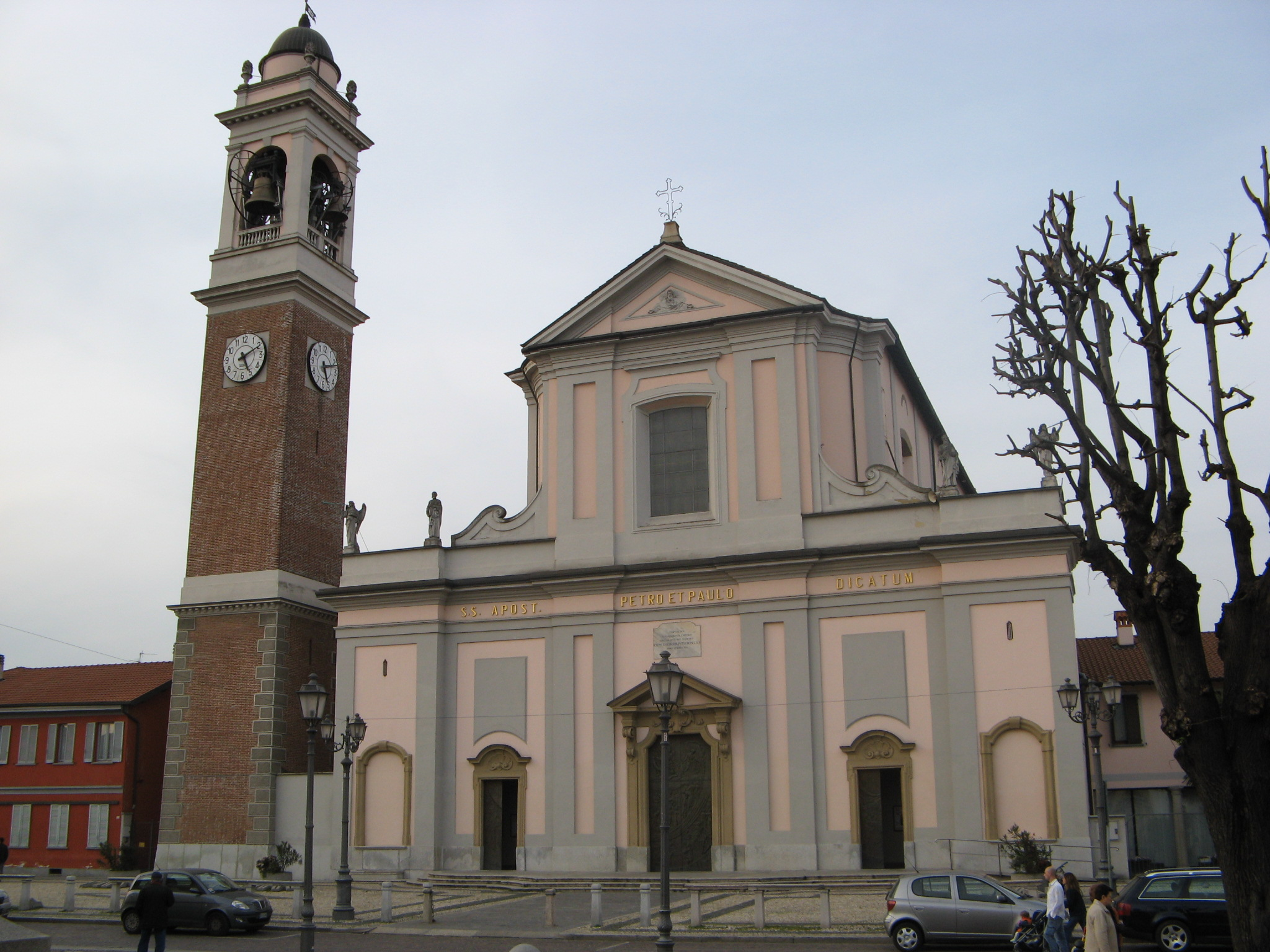
Santi Pietro e Paolo in Arluno
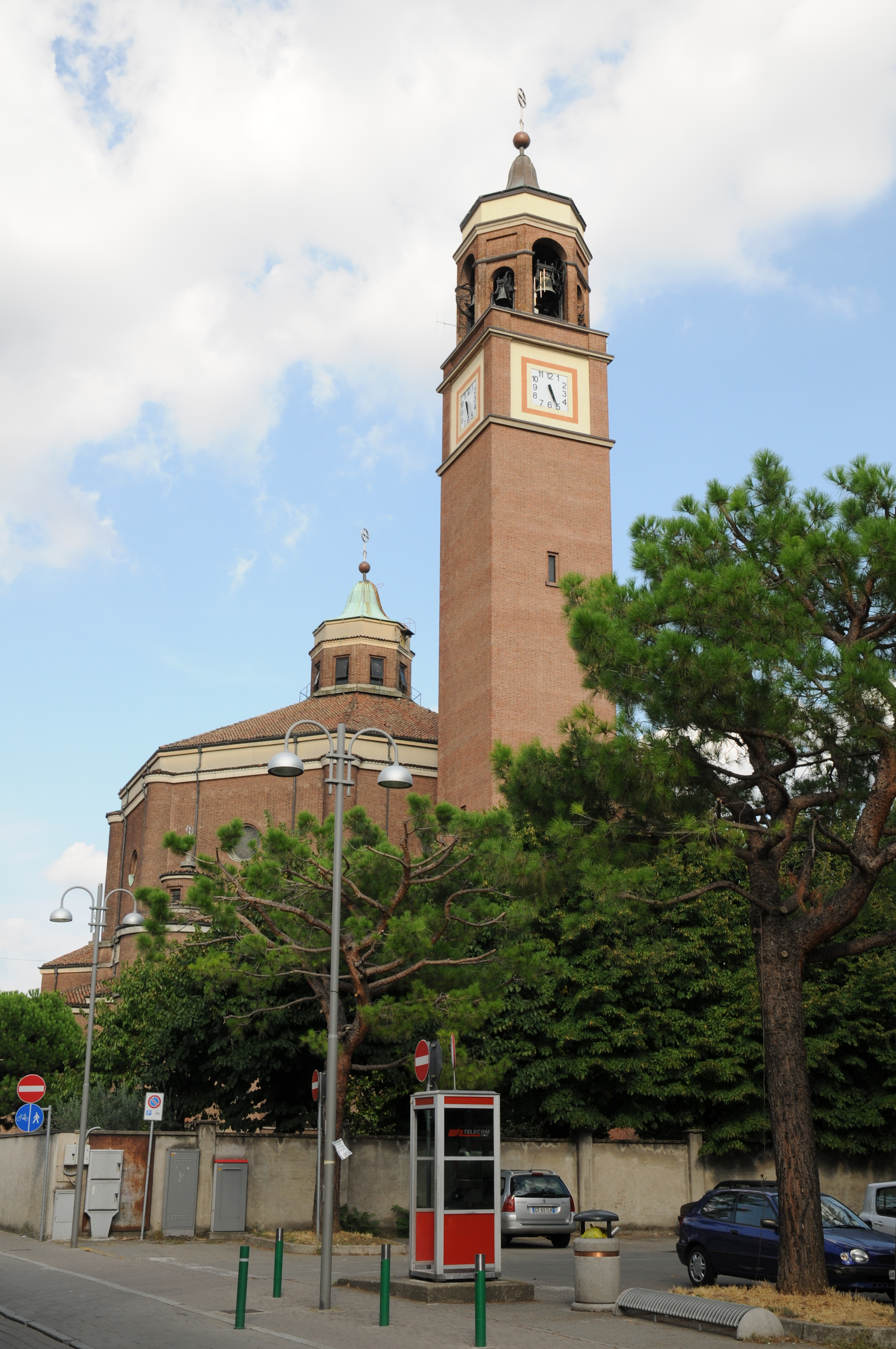
Beata Vergine Assunta in San Giorgio su Legnano
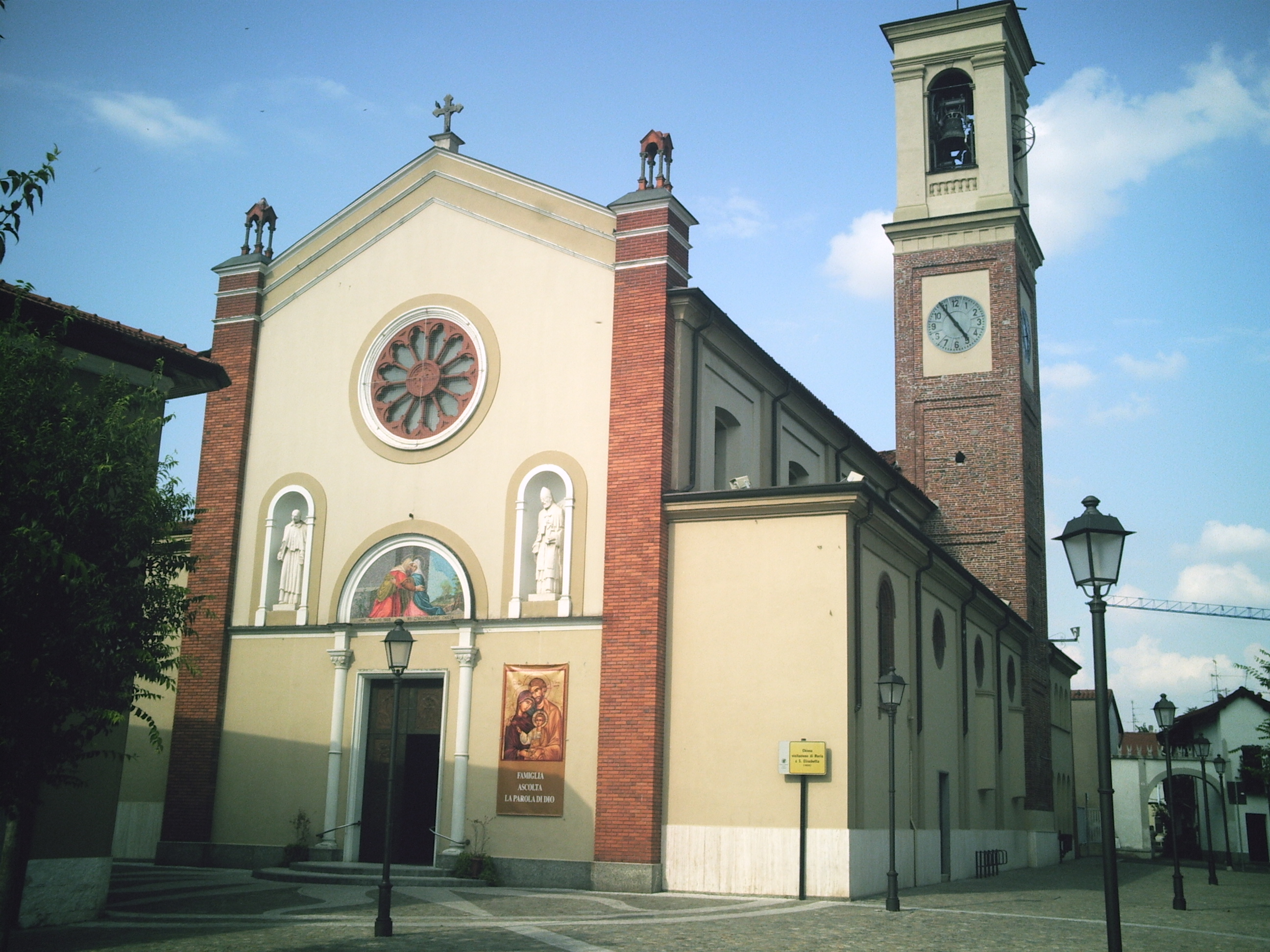
Chiesa della Visitazione in Villastanza
Santi Lorenzo e Sebastiano in San Lorenzo
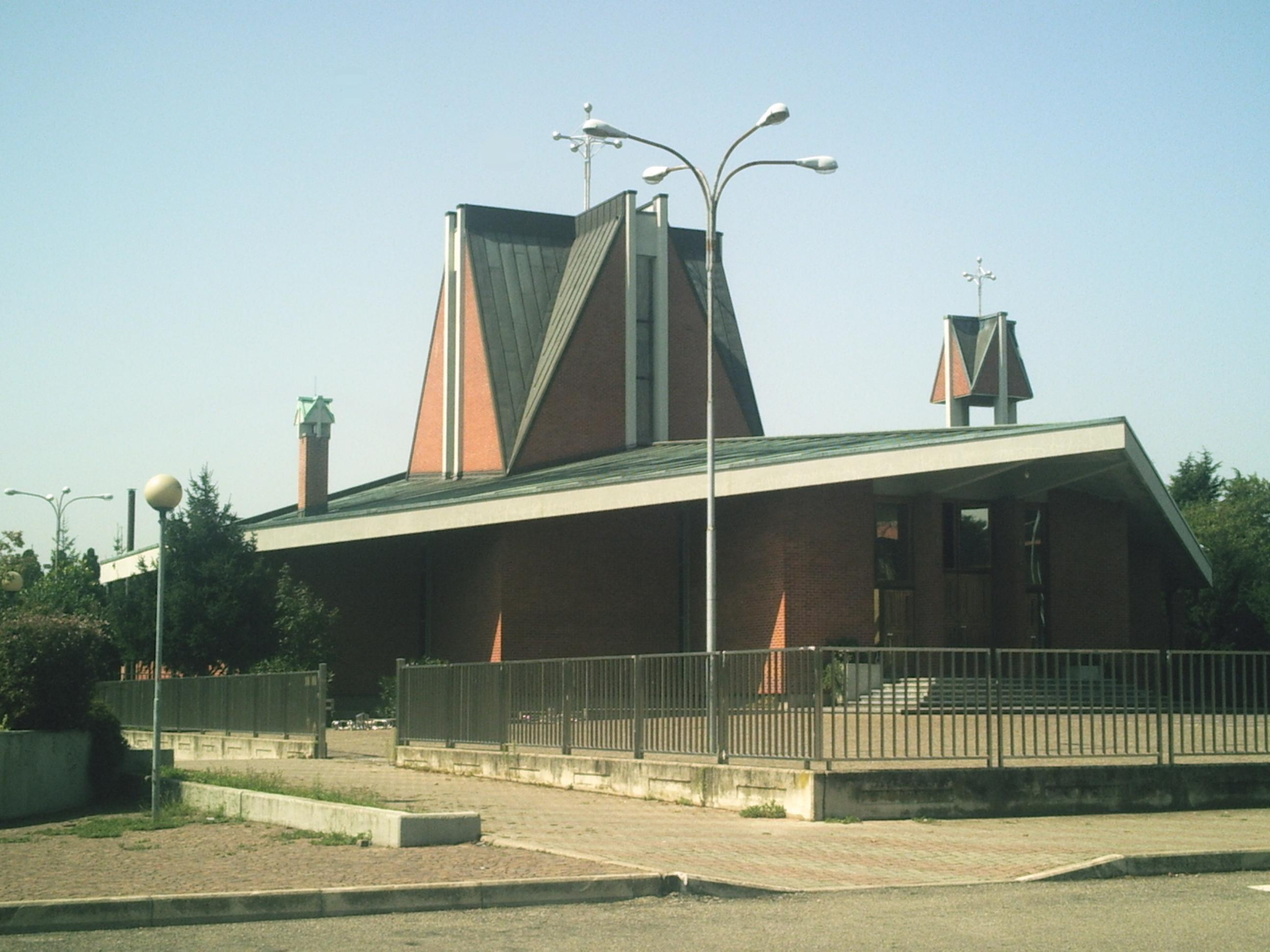
Gesù Crocifisso in Ravello